# Bolitoglossa magnifica
Bolitoglossa magnifica är en groddjursart som beskrevs av Hanken, Wake och Savage 2005. Bolitoglossa magnifica ingår i släktet Bolitoglossa och familjen lunglösa salamandrar. IUCN kategoriserar arten globalt som starkt hotad. Inga underarter finns listade.